# 松崎広幸
松崎 広幸（まつざき ひろゆき、1963年 - ）は、日本の翻訳家、放送作家。東京都出身。
多くの洋画作品を翻訳している。

## 経歴・人物
幼少期から映画好きであった。早稲田大学第一文学部に入学後「将来は映画の道に進みたい」と思うようになり、8ミリ映画を撮ったり日活映画の助監督を経験。アテネ・フランセ文化センターにて字幕作りの手伝いをしたこともあった。
大学卒業後は約1年間フランスへ遊学。その最中に、テレビ局で働く知り合いから頼まれジャック・シラクのインタビュー等の通訳や番組スタッフをアテンドするアルバイトをしたところ評価され、帰国後にテレビ局から「うちで働かないか」とオファーが来る。その際「映画の仕事がしたい」と言ったことから『ミッドナイトアートシアター』のディレクターに就任。
その後、『ゴールデン洋画劇場』で放送する洋画作品の吹替翻訳を依頼され『ラスト・アクション・ヒーロー』の吹き替えで翻訳家としてデビュー。しばらくは吹替翻訳のみだったが字幕翻訳も担当するようになり、現在は劇場公開映画の吹き替え・字幕翻訳を中心に活動している。

## 主な翻訳作品

### 吹き替え
※特記のないものは、ソフト版もしくは複数バージョン全てを担当。
- アルマゲドン ※テレビ版
- エントラップメント ※テレビ東京版
- オーシャンズシリーズ
  - オーシャンズ11 ※フジテレビ版
  - オーシャンズ12 ※日本テレビ版
  - オーシャンズ13 ※フジテレビ版
- ホーム・アローン3 ※フジテレビ版
- カットスロート・アイランド ※フジテレビ版
- GODZILLA ※日本テレビ版
- ジングル・オール・ザ・ウェイ ※フジテレビ版
- スティルウォーター
- スパイ・ゲーム ※テレビ東京版
- スパイダーマンシリーズ
- スピード2 ※フジテレビ版
- スーパーマンIV/最強の敵 ※テレビ東京版WOWOW追加収録部分
- セブン ※フジテレビ版
- タイタニック ※テレビ版
- トップガン ※日本テレビ・テレビ東京版
- トリプルX
- ビーン ※フジテレビ・日本テレビ版
- ナイト&デイ
- バッドボーイズ
- ハムナプトラシリーズ ※テレビ版
  - ハムナプトラ2/黄金のピラミッド
  - ハムナプトラ3 呪われた皇帝の秘宝
- ファイト・クラブ ※フジテレビ版
- フォレスト・ガンプ/一期一会 ※フジテレビ版
- マネー・トレイン ※フジテレビ版
- ミッション・インポッシブル ※テレビ版
- ミセス・ダウト ※フジテレビ版
- メン・イン・ブラックシリーズ
  - メン・イン・ブラック
  - メン・イン・ブラック2
  - メン・イン・ブラック3
- ラスト・アクション・ヒーロー ※フジテレビ版
- TAXiシリーズ（3作目まで） ※フジテレビ版
- RONIN ※テレビ版
- Mr.&Mrs. スミス ※ソフト・日本テレビ版
- F1/エフワン

### 字幕
- ビッグ・ヒット
- マイアミ・ガイズ -俺たちはギャングだ-
- マイ・ラブリー・フィアンセ
- えびボクサー
- ナショナル・セキュリティ
- トゥー・フォー・ザ・マネー
- トランスフォーマー
- アイアンマン
- エクス・マキナ
- デッドプールシリーズ
  - デッドプール
  - デッドプール2
- バンブルビー
- ゴジラ キング・オブ・モンスターズ
- ゴジラvsコング
- スノー・ロワイヤル
- X-MEN:ダーク・フェニックス
- メン・イン・ブラック:インターナショナル
- 風をつかまえた少年

### 字幕・吹替
- パシフィック・リム
- ジョン・ウィックシリーズ
  - ジョン・ウィック
  - ジョン・ウィック:チャプター2
  - ジョン・ウィック:パラベラム
- 聖闘士星矢 The Beginning
- ミッキー17

## テレビ番組
- ミッドナイトアートシアター - ディレクター
- 二か国語 - 台本